# 大林道路
大林道路株式会社（おおばやしどうろ）は、東京都千代田区に本社を置く土木工事、道路舗装専業会社。舗装工事の他、一般土木、管更生工事等もてがけている。みどり会の会員企業であり三和グループに属している。

## 沿革
- 1933年 - 東洋鋪装株式会社設立。
- 1967年 - 現社名に変更。
- 1971年 - 東京証券取引所2部上場。
- 1972年 - 大阪証券取引所2部上場。
- 1973年 - 東京証券取引所、大阪証券取引所各1部指定替え。
- 2008年 - 大阪証券取引所上場廃止。
- 2017年6月 - 実質支配力基準により親会社となっていた[2]大林組が、株式公開買付けを実施し、89.89%の株式を取得[3]。
- 2017年9月 - 東京証券取引所1部上場廃止。株式併合により大林組の完全子会社となる[4]。